# Crush, Tear, Curl

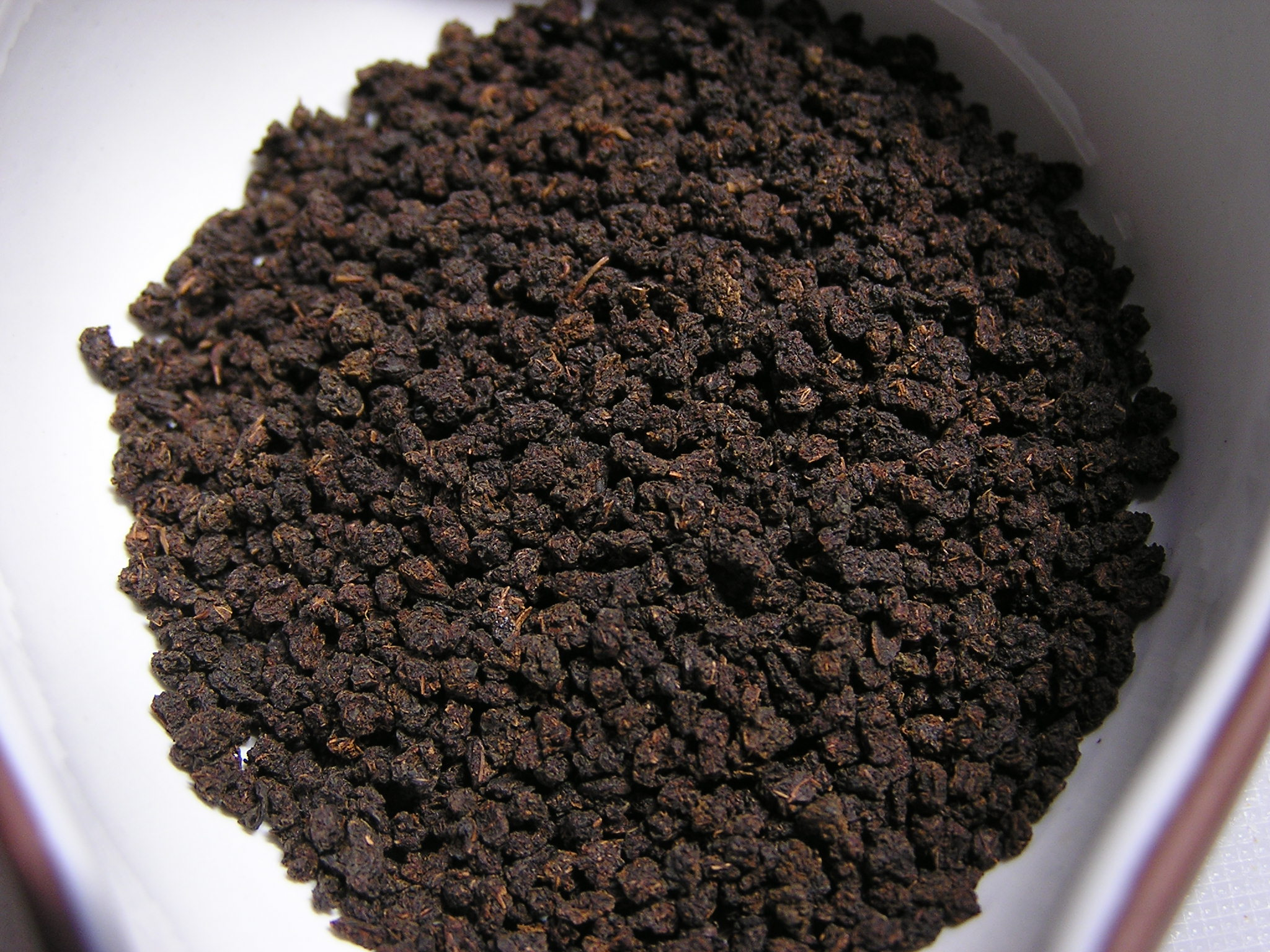
CTC-Tee aus Assam

Crush, Tear, Curl (engl. für „zerbrechen, zerreißen, rollen“), kurz: CTC, ist ein Verfahren bei der Herstellung von Tee, insbesondere Schwarztee.
Dieses Verfahren wurde für die bessere industrielle Verarbeitung der Teepflanze entwickelt; dabei werden die Blätter nach dem Welken mit mehreren gegenläufig rotierenden Dornenwalzen aufgebrochen, bevor der Tee fermentiert wird. Der Abstand der Walzen ist mit minimal etwa 0,1 mm deutlich geringer als die Dicke der Blätter. Beim Durchgang durch die Walzenpaare werden die Blätter komprimiert und durch die gegenläufige Bewegung und die Zähne auf den Walzen zerrissen. Spiralförmige Rillen transportieren das Material ab, dabei rollen sich die Blätter ein.
Durch das Rollen der Teeblätter werden die Zellwände aufgebrochen und deren Inhalte vermischt. Die vorher getrennt vorliegenden Polyphenole und das Enzym Polyphenoloxidase kommen dabei in Kontakt und tragen in Verbindung mit Sauerstoff zu den biochemischen Veränderungen bei der Fermentation bei.
Die Entwicklung des CTC-Prozesses revolutionierte die Teeherstellung, da statt der bisherigen Losfertigung mit viel manueller Arbeit ein kontinuierlicher Fertigungsprozess eingesetzt wird. CTC-Tees sind stärker als herkömmlich produzierte Schwarztees, haben aber weniger Geschmack. Die Teekügelchen ziehen schneller und sind damit gut für die Verwendung in Teebeuteln geeignet.
Das CTC-Verfahren wurde im Jahr 1931 durch William McKercher in Assam entwickelt, konnte sich aber erst ab den 1950er Jahren durchsetzen. 2013 wurden 75 % der indischen Teeproduktion und 94 % des weltweiten Schwarztees mit CTC hergestellt.